# Nemoria vermiculata
Nemoria vermiculata är en fjärilsart som beskrevs av Paul Dognin 1914. Nemoria vermiculata ingår i släktet Nemoria och familjen mätare. Inga underarter finns listade i Catalogue of Life.